# Tyrolské elegie
Tyrolské elegie (cz. Tyrolskie elegie) – cykl wierszy czeskiego działacza niepodległościowego i poety Karela Havlíčka Borovskiego, będący relacją z drogi na zesłanie w Brixen w Tyrolu. Utwory składające się na cykl, w liczbie dziewięciu, są napisane przy użyciu strof czterowersowych. 

Sviť, měsíčku, polehoučku
skrz ten hustý mrak,
jakpak se ti Brixen líbí? —
Neškareď se tak!